# Haematobosca alcis
Haematobosca alcis är en tvåvingeart som först beskrevs av Snow 1891.  Haematobosca alcis ingår i släktet Haematobosca och familjen husflugor. Arten är reproducerande i Sverige. Inga underarter finns listade i Catalogue of Life.